# Yokohama FC
Yokohama FC (em japonês, 横浜) é um clube profissional de futebol do Japão, com sede na cidade de Yokohama. Joga atualmente na J-League, a 1ª Divisão do Campeonato Japonês.

## História
O Yokohama FC surgiu em 1999 por dissidentes do Yokohama Flügels, extinto um ano antes. Descontentes com a hipótese de torcerem para o rival local Yokohama F. Marinos, resolveram criar uma nova agremiação, que não pode usar o nome Flügels, por este passar a ser de propriedade do Marinos.
Inicialmente ocuparia a vaga do Flügels, mas a J. League rechaçou a proposta. Pierre Littbarski, ex-jogador da Seleção Alemã, se interessou em comandar a nova equipe ao saber da história do Yokohama FC e do apoio dos torcedores, enquanto Yasuhiko Okudera, primeiro japonês a atuar profissionalmente no futebol europeu, seria o presidente. Em seus quatro primeiros anos na J. League, o clube não teve resultado superior a não ser o 8º lugar em 2004. Em seguida contratou jogadores experientes, como Shoji Jo, Motohiro Yamaguchi e Kazuyoshi Miura, todos em fase final de carreira - Kazu é o único em atividade, pois Jo e Yamaguchi pararam em 2007. A estratégia deu certo, e o Yokohama FC volta à Primeira Divisão em 2006.
Mas a primeira passagem da equipe na elite do futebol japonês não deu resultado, e terminaria com o rebaixamento à J-2, onde permaneceu até 2019, quando conquistou o acesso à J1 de 2020 com 23 vitórias, 10 empates e 9 derrotas, além de ter feito 66 gols - destes, 18 foram do norueguês Ibba Laajab. Além de Kazu, outros 14 jogadores com 30 anos ou mais integravam o elenco (destaque para Shunsuke Nakamura, Daisuke Matsui e Leandro Domingues).

## Títulos
- Japan Football League: 2 (1999 e 2000)
- J-League 2: 1 (2006)

## Desempenho
| Temporada | Div. | Tms. | Pos. | MP     | Copa da Liga   | Copa do Imperador |
| --------- | ---- | ---- | ---- | ------ | -------------- | ----------------- |
| 1999      | JFL  | 9    | 1º   | 3,007  | –              | –                 |
| 2000      | JFL  | 9    | 1º   | 3,663  | –              | –                 |
| 2001      | J2   | 12   | 9º   | 3,007  | 2ª fase        | 4ª fase           |
| 2002      | J2   | 12   | 12º  | 3,477  | –              | 3ª fase           |
| 2003      | J2   | 12   | 11º  | 3,743  | –              | 3ª fase           |
| 2004      | J2   | 12   | 8º   | 4,219  | –              | 5ª fase           |
| 2005      | J2   | 18   | 11º  | 5,938  | –              | 4ª fase           |
| 2006      | J2   | 13   | 1º   | 5,119  | –              | 3ª fase           |
| 2007      | J1   | 18   | 18º  | 14,039 | Fase de grupos | 5ª fase           |
| 2008      | J2   | 15   | 10º  | 6,793  | –              | 4ª fase           |
| 2009      | J2   | 18   | 16º  | 3,535  | –              | 3ª fase           |
| 2010      | J2   | 19   | 6º   | 5,791  | –              | 3ª fase           |
| 2011      | J2   | 20   | 18º  | 5,770  | –              | 2ª fase           |
| 2012      | J2   | 22   | 4º   | 6,039  | –              | 3ª fase           |
| 2013      | J2   | 22   | 11º  | 6,064  | –              | 2ª fase           |
| 2014      | J2   | 22   | 11º  | 5,146  | –              | 2ª fase           |
| 2015      | J2   | 22   | 15º  | 5,113  | –              | 2ª fase           |
| 2016      | J2   | 22   | 8º   | 4,892  | –              | 16-avos de final  |
| 2017      | J2   | 22   | 10º  | 5,967  | –              | 2ª fase           |
| 2018      | J2   | 22   | 3º   | 6,141  | –              | 3ª fase           |
| 2019      | J2   | 22   | 2º   | 7,061  | –              | 3ª fase           |
| 2020      | J1   | 18   | 15º  | 3,559  | Fase de grupos | –                 |

Legenda
- Tms. = Número de times
- Pos. = Posição no campeonato
- MP   = Média de público
- Fonte: J. League Data Site